# 2010 год в истории метрополитена
В этой статье перечисляются основные  события из истории метрополитенов в 2010 году. Полужирным шрифтом выделены открытия новых транспортных систем.

## События

### Первое полугодие
- 4 января — открыта станция «Burj Dubai» Метрополитена Дубая.
- 29 марта — взрывы в московском метро на станциях «Лубянка» и «Парк культуры» Сокольнической линии. Погиб 41 человек, ранены 88.
- 12 апреля — начато строительство продления линии А Пражского метрополитена от станции «Дейвицка» до «Немоцнице Мотол» (Nemocnice Motol) с четырьмя станциями. (Открыты в апреле 2015 года).
- 25 мая — открыта Линия 4 метрополитена Сан-Паулу — Жёлтая (Луз — Вила Сония).
- 8 июня — станция «Кулосаари» Хельсинкского метрополитена закрыта на реконструкцию и достройку (заново открыта в 2011 году).
- 19 июня — открыты две новые станции Московского метрополитена — «Достоевская» и «Марьина Роща» (всего за год открыто две станции Московского метрополитена).

### Второе полугодие
- 1 сентября — пущена Белградская метроэлектричка (из задела метрополитена).
- 27 сентября — впервые в истории открыто два метрополитена в одной стране — Китае (КНР):
  - Шэньянский метрополитен[1]
  - Метрополитен Чэнду[2]
- 2 октября — открыты 6 станций Венского метрополитена: «Аспернштрассе», «Донаушпиталь», «Хардеггассе», «Штадтлау», «Зеештерн», «Донауштадтбрюке».
- 7 октября — открыта станция «Золотая Нива» Новосибирского метрополитена[3].
- 26 октября — по решению суда закрыта станция «Золотая Нива» Новосибирского метрополитена на неопределённый срок[4].
- 28 октября и 3 ноября — тестовое пассажирское и официальное открытие Фошаньского метрополитена (ФМетро) в Китае.[5]
- 13 ноября — открыт надземный метрополитен Мекки, первый в Саудовской Аравии, сооружён при помощи Китая.[6]
- 11 декабря — открыты 2 станции Мюнхенского метрополитена: «Мозахер Санкт-Мартинс-Плац» и «Мозах». В Мюнхене 100 станций.
- 15 декабря — открыты три станции на Куренёвско-Красноармейской линии Киевского метрополитена: «Демиевская», «Голосеевская» и «Васильковская»[7].
- 21 декабря — открыта 29-я станция «Алексеевская» на Алексеевской линии Харьковского метрополитена[8].
- 30 декабря: 
  - открыта 64-я станция «Обводный канал» Петербургского метрополитена[9].
  - открыта 7-я станция «Козья слобода» Центральной линии Казанского метрополитена[10].
- Начаты тестовые испытания Алжирского метрополитена (открытие для штатной эксплуатации намечено на 2011 год).

## Происшествия
| Дата     | Метро                   | Погибли | Пострадали | Описание |
| -------- | ----------------------- | ------- | ---------- | --- |
| 27 марта | Московский метрополитен | 0       | 0          | Из-за неисправности электрооборудования головного вагона поезда произошло задымление во время перегона. Пассажиры двух поездов были вынуждены провести в задымлённом тоннеле около 40 минут. |
| 29 марта | Московский метрополитен | 41      | 88         | Террористические акты на Сокольнической линии на станциях «Лубянка» и «Парк культуры» |